# Чусюн-Ийский автономный округ
Чусюн-Ийский автономный округ (кит. упр. 楚雄彝族自治州, пиньинь Chǔxióng Yízú Zìzhìzhōu) — автономный округ в провинции Юньнань, Китай.

## История
До середины XX века эти земли не составляли единой административной структуры.
После вхождения провинции Юньнань в состав КНР в марте 1950 года были созданы Специальный район Чусюн (楚雄专区), состоящий из 11 уездов, и Специальный район Удин (武定专区), состоящий из 7 уездов. 1951 году уезд Куньмин был передан из состава Специального района Удин под юрисдикцию властей города Куньмин. В 1953 году Специальный район Удин был упразднён, а входившие в его состав 6 уездов были переданы в состав Специального район Чусюн.
В 1956 году уезд Аньнин перешёл из состава Специального района Чусюн под юрисдикцию властей Куньмина, став там районом городского подчинения.
Постановлением Госсовета КНР от 18 октября 1957 года Специальный район Чусюн был преобразован в Чусюн-Ийский автономный округ.
В 1958 году уезд Яньсин был присоединён к уезду Гуантун, уезды Шуанбай и Моудин — к уезду Чусюн, уезд Юаньмоу — к уезду Удин, а уезд Фуминь перешёл из состава Чусюн-Ийского автономного округа под юрисдикцию властей Куньмина.
В 1959 году были воссозданы уезды Юаньмоу, Шуанбай и Моудин.
В 1960 году уезд Наньхуа был присоединён к уезду Чусюн, уезды Лоцы и Гуантун — к уезду Луфэн, уезды Юнжэнь, Яньфэн и Яоань — к уезду Даяо.
В 1962 году были воссозданы уезды Юнжэнь, Яоань и Наньхуа.
Постановлением Госсовета КНР от 8 ноября 1974 года часть территории уезда Юнжэнь была передана в состав городского округа Дукоу провинции Сычуань.
Постановлением Госсовета КНР от 9 сентября 1983 года уезд Чусюн был преобразован в городской уезд, а уезд Луцюань был переведён из состава Чусюн-Ийского автономного округа под юрисдикцию властей Куньмина.
В 2021 году уезд Луфэн был преобразован в городской уезд.

## Административно-территориальное деление
Чусюн-Ийский автономный округ делится на 1 городской уезд, 9 уездов:
| Карта                                                             | Статус  | Название | Иероглифы      | Пиньинь | Население (2010) | Площадь (км²) |
| ----------------------------------------------------------------- | ------- | -------- | -------------- | ------- | ---------------- | ------------- |
| Чусюн Шуанбай Моудин Наньхуа Яоань Даяо Юнжэнь Юаньмоу Удин Луфэн |         |          |                |         |                  |               |
| Городской уезд                                                    | Чусюн   | 楚雄市   | Chǔxióng shì   |         |                  |               |
| Уезд                                                              | Шуанбай | 双柏县   | Shuāngbǎi xiàn |         |                  |               |
| Уезд                                                              | Моудин  | 牟定县   | Móudìng xiàn   |         |                  |               |
| Уезд                                                              | Наньхуа | 南华县   | Nánhuá xiàn    |         |                  |               |
| Уезд                                                              | Яоань   | 姚安县   | Yáoān xiàn     |         |                  |               |
| Уезд                                                              | Даяо    | 大姚县   | Dàyáo xiàn     |         |                  |               |
| Уезд                                                              | Юнжэнь  | 永仁县   | Yǒngrén xiàn   |         |                  |               |
| Уезд                                                              | Юаньмоу | 元谋县   | Yuánmóu xiàn   |         |                  |               |
| Уезд                                                              | Удин    | 武定县   | Wǔdìng xiàn    |         |                  |               |
| Городской уезд                                                    | Луфэн   | 禄丰市   | Lùfēng shì     |         |                  |               |

## Население
Согласно переписи населения 2000 года, в округе проживает 2542,5 тыс. чел.

## Национальный состав (2000)
| Народ   | Численность | Доля    |
| ------- | ----------- | ------- |
| Китайцы | 1 714 851   | 67,45 % |
| И       | 668 937     | 26,31 % |
| Лису    | 51 553      | 2,03 %  |
| Мяо     | 41 077      | 1,62 %  |
| Прочие  | 66 112      | 2,59 %  |